# Poblat ibèric de Montjuïc
El poblat ibèric de Montjuïc és un assentament iber de la tribu dels laietans, situat al vessant sud de la muntanya de Montjuïc (Barcelona), a la zona del Pont de l'Esparver, inclòs a l'Inventari del Patrimoni Arqueològic i Paleontològic de Catalunya.
Es va descobrir l'any 1928 i es creu que existia des del segle iv aC.
Segons les excavacions arqueològiques es tractava d'un gran nucli comercial del món ibèric, el principal dels ibers situats a l'actual Catalunya, i que correspondria a Barkeno. L'assentament comptava amb les sitges més grans del nord-est peninsular. També tenia a baix de la muntanya un port o zona habilitada per a la càrrega i descàrrega de mercaderies. De les sitges s'han recuperat material de tota classe: hi destaca ceràmica feta a Grècia, Itàlia, Eivissa, Marsella i Cartago, el 17% del total, xifra només comparable amb el poblat ibèric d'Ullastret i una fíbula inusualment decorada amb corall roig. El moment de més activitat va ser el segle iv aC i part del segle iii aC. També s'hi explotaven els gresos de la muntanya de Montjuïc, provinents d'una pedrera propera situada a l'actual Fossar de la Pedrera.
L'any 1946, a l'interior d'una de les sitges excavades a la zona del Pont de l'Esparver a Montjuïc, es va localitzar un carro de transport de ferro i fusta datat al segle iv aC. Podria ser que el carro s'enterrés com una deixalla a la sitja o que fos un dipòsit ritual com ho pensa Josep de Calassanç Serra i Ràfols.
Els ibers d'aquest poblat van encunyar moneda pròpia amb la llegenda Barkeno. Sembla que durant la romanització hi coexistien els dos nuclis: la Barkeno indígena i la Bàrcino romana.

## Història
La situació estratègica de Montjuïc, amb una bona visió del pla de Barcelona i la serralada Prelitoral, amb el mar i el riu Llobregat als peus, permetent la navegació i intercanvi comercial vers la Mediterrània i vers l'interior, motivà els ibers a instal·lar-se al cim del turó i fundar-hi un poble i nus comercial importants. En els darrers anys, per noves excavacions arqueològiques, es va ampliar considerablement el coneixement històric i arqueològic del Montjuïc ibèric. Hi ha hagut diversos assentaments, així com troballes disperses arreu de la muntanya.
L'ocupació protohistòrica de la muntanya arrenca el segle VII aC, confirmada per la troballa de fragments ceràmics de procedència fenícia recuperats de la intervenció de 1984 en un sector proper a la Via Magòria, tot i que aquests no es poden associar amb cap estructura d'habitatge. A diferència del període anterior, durant el període ibèric antic (segles vi-v aC) hi ha més proves. Al vessant sud-oest de la muntanya, entre el castell i el cementiri, se'n documentaren les restes d'una llar de foc i forats de pal associats a un possible fons de cabana, a més d'una petita sitja. La presència d'un important conjunt de ceràmiques locals (a torn i a mà), acompanyades de ceràmiques importades del Mediterrani (bucchero nero etrusc, copes àtiques gregues, àmfora punico-ebussitanes), confirma l'entitat del nucli ibèric de Montjuïc durant aquest període més primerenc, així com una certa importància a nivell comercial i econòmic.

## Arqueologia
El coneixement de l'ocupació ibèrica de Montjuïc durant el període de l'ibèric ple (segona meitat del segles v-iv aC) és molt ben documentat gràcies a les excavacions de les sitges del Port o Via Magòria. Amb motiu de l'obertura de la via fèrria de 1928 per a connectar el Port amb Barcelona, les prospeccions realitzades per Josep de Calassanç Serra Ràfols va localitzar un conjunt de sitges amb presència de ceràmica ibèrica al Pont de l'Esparver o Via Magòria.
No va ser fins al 1946 quan el mateix Serra Ràfols, aleshores delegat d'Excavacions a Barcelona, va redactar un pla d'actuació en relació al patrimoni de la ciutat, i va posar les sitges del port com un punt d'interès prioritari. Va començar a excaver-les al mes de març de l'any 1946. A l'interior d'una de les sitges es va trobar un carro datat del segle iv aC, se'n van recuperar les dues rodes i part del conjunt de peces metàl·liques de la roda, on es documentaren les emprentes de la fusta. El carro era de rodes massisses, i degué ser emprat per al transport de mercaderies.

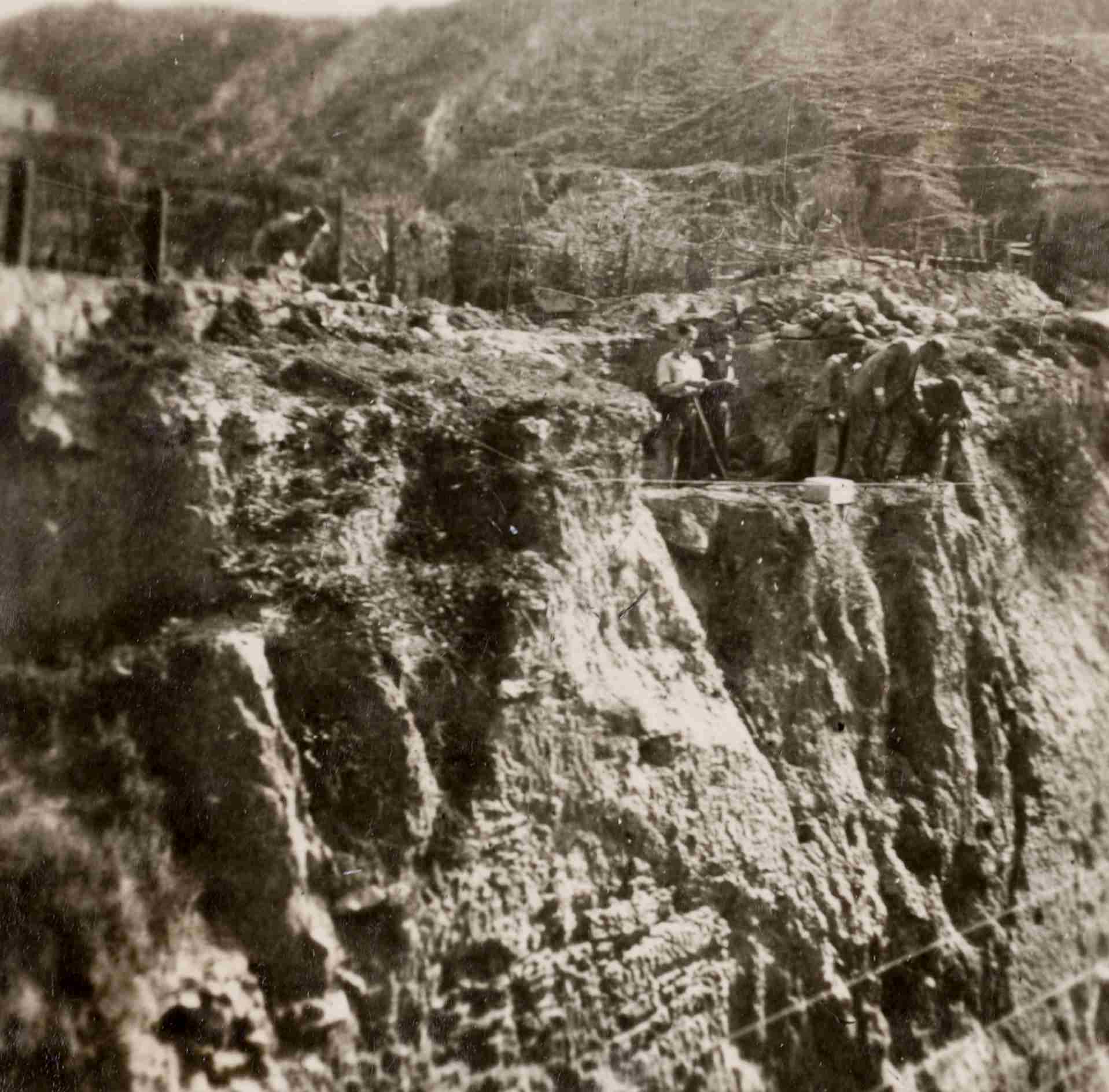
Vista de la secció de la via de Magòria amb les sitges, any 1946
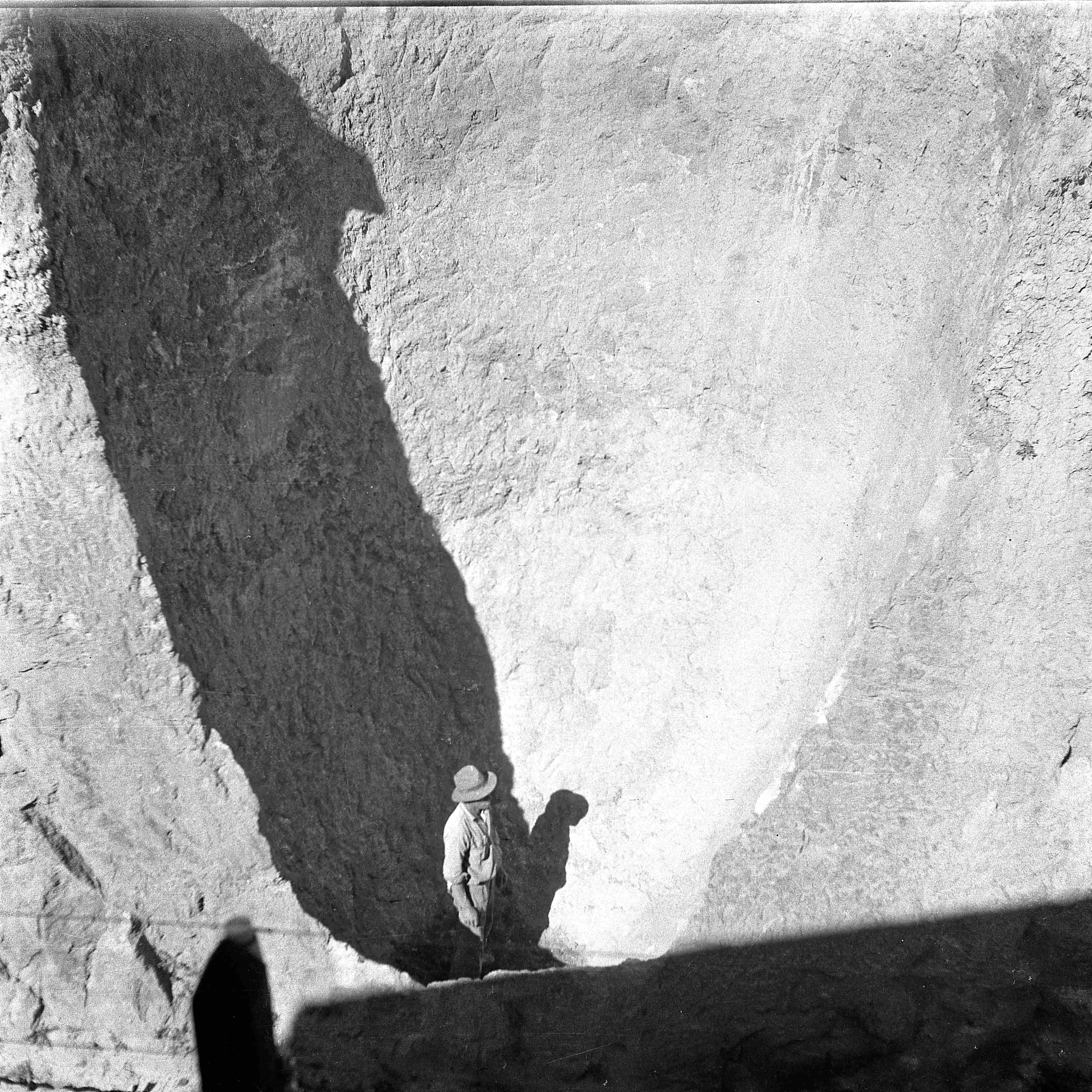
Sitja 17 de la via de Magòria un cop excavada. Any 1946
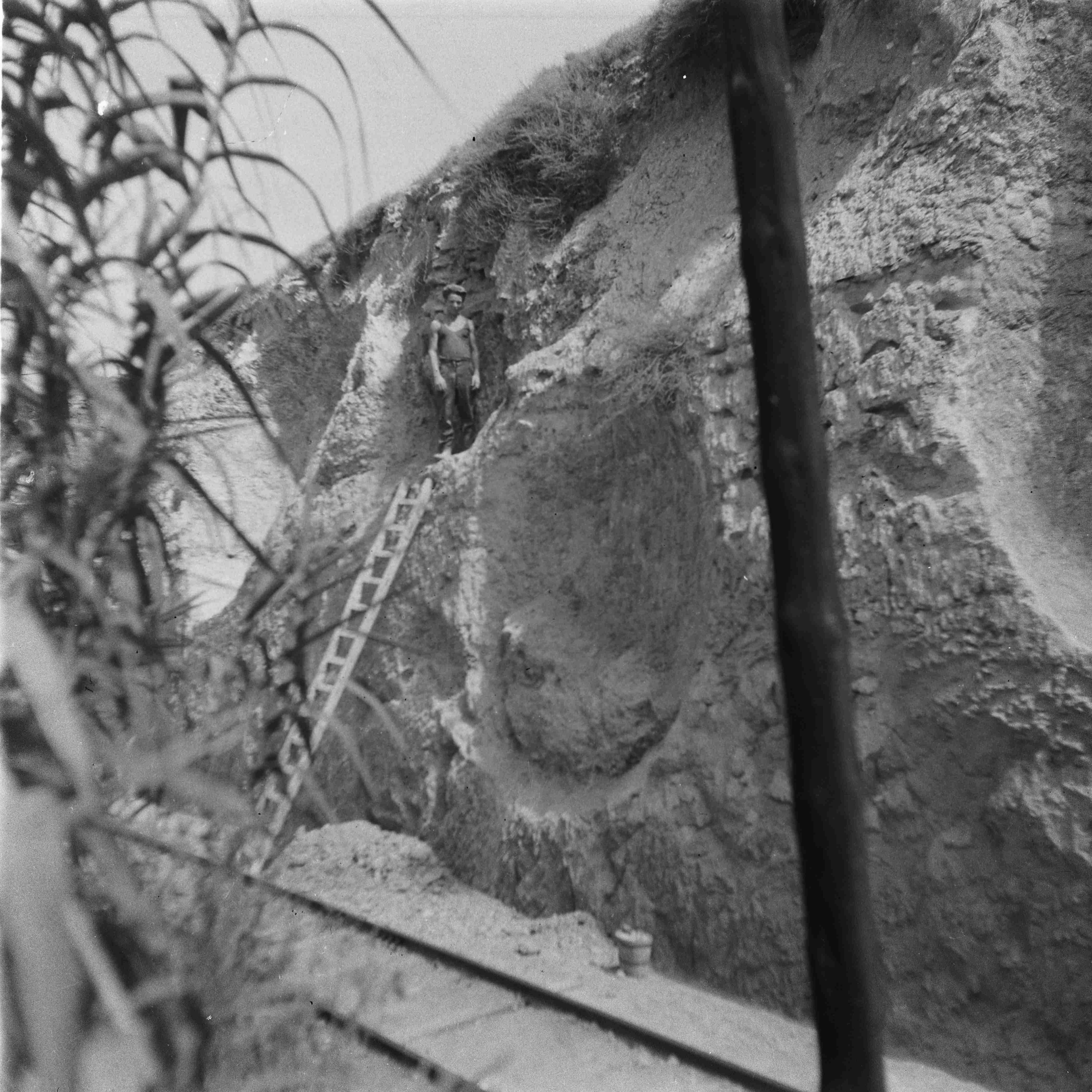
Secció de les sitges de la via de Magòria amb la via del tren als seus peus
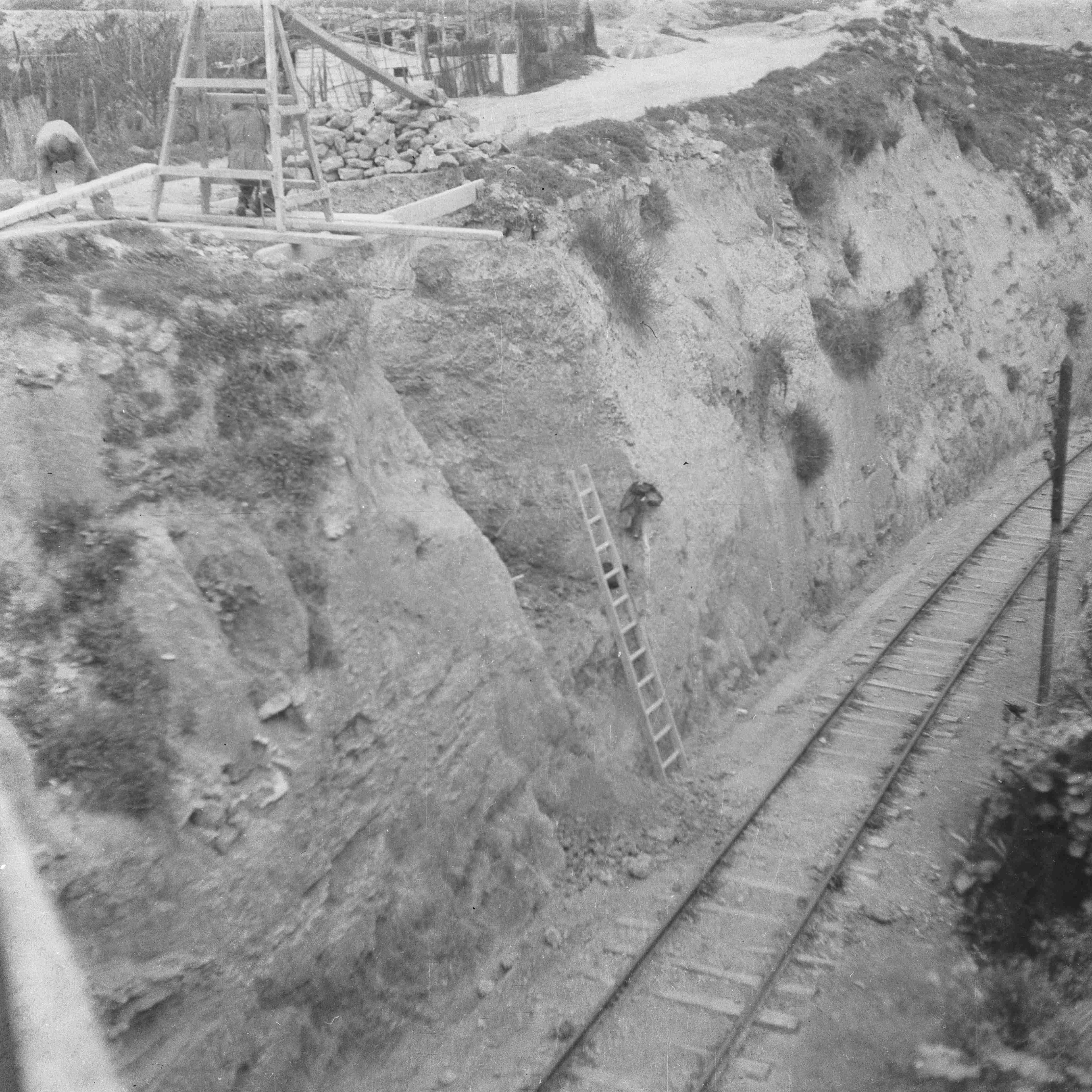
Secció de la via de Magòria i vista de les sitges
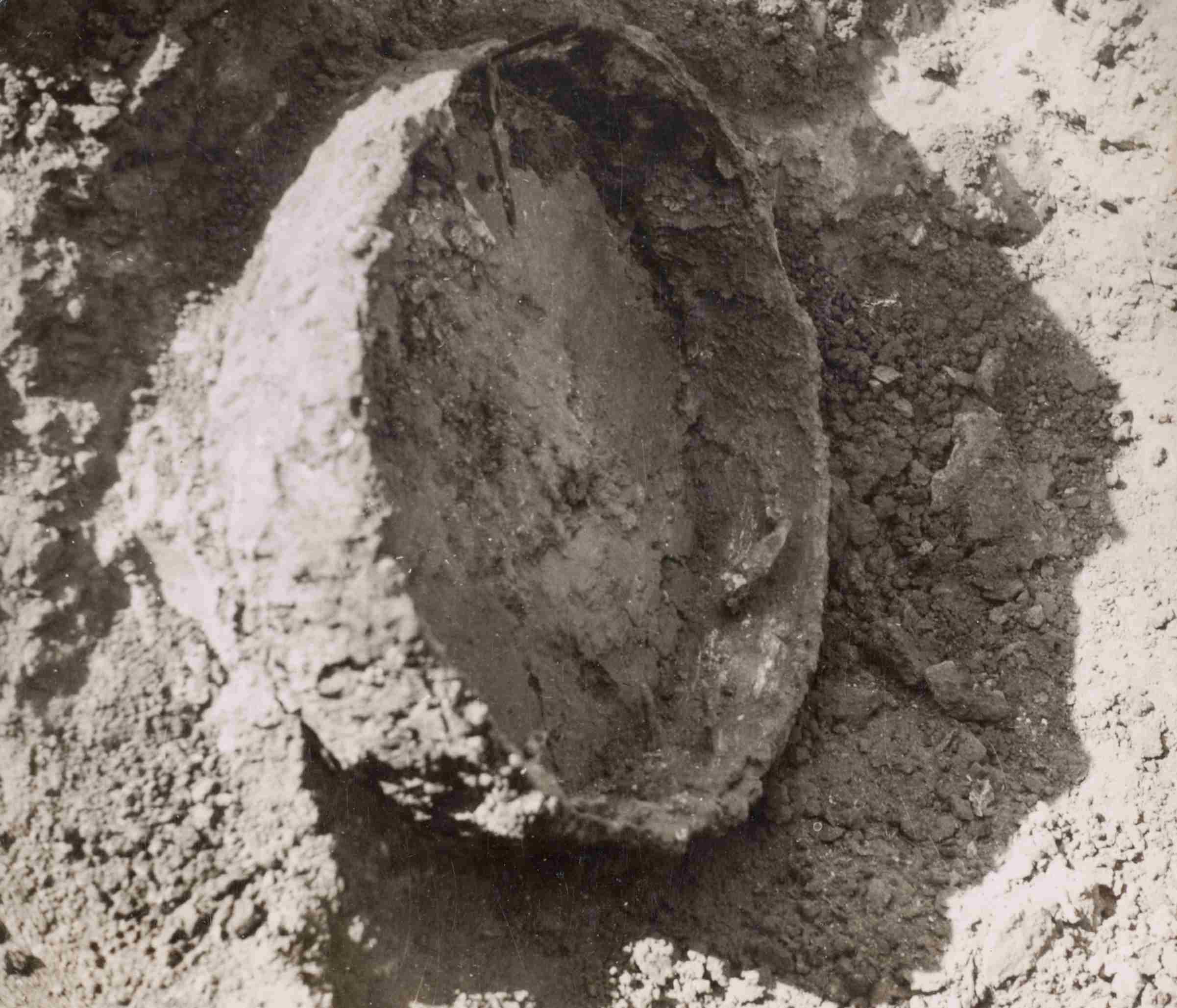
Detall d'una de les rodes d'un carro ibèric a mig excavar a les sitges de la via de Magòria, any 1946

Durant l'any 1990 es va dur a terme una nova intervenció arqueològica en aquest espai. S'hi varen documentar un nombre total de 21 sitges, de les quals se'n varen excavar quinze, tres més, encara que localitzades, no foren excavades, i altres tres que resten estaven ja eren excavades per Serra Ràfols i seccionades per la Via Magòria. La peculiaritat d'aquest conjunt de sitges són les dimensions, que depassen amb escreix les de qualsevol altre jaciment ibèric del nord-est peninsular. Deu d'aquestes sitges superen els 20.000 litres de capacitat, el doble de la mitjana dels camps de sitges coneguts (Mas Castellar de Pontós, Turó de la Font de la Canya); quatre tenen una capacitat de més de 50.000 litres, i una cinquena uns 80.000 litres. L'excavació d'aquest gran conjunt de sitges va permetre recuperar un gran volum de materials ceràmics d'importació –vasos àtics de figures negres vasos àtics de figures roges, ceràmica àtica de vernís negre, àmfores ebusitanes, àmfores gregues-, i ceràmiques locals –ibèrica a torn i a mà-, que permet datar, com a mínim, el seu abandó o amortització entre els segles iv i iii aC. Per la resta dels artefactes recuperats, destaquen per llur particularitat una espasa de ferro, una fíbula de bronze decorada amb denes de coral vermell, i un fragment de morter de marbre hel·lènic.

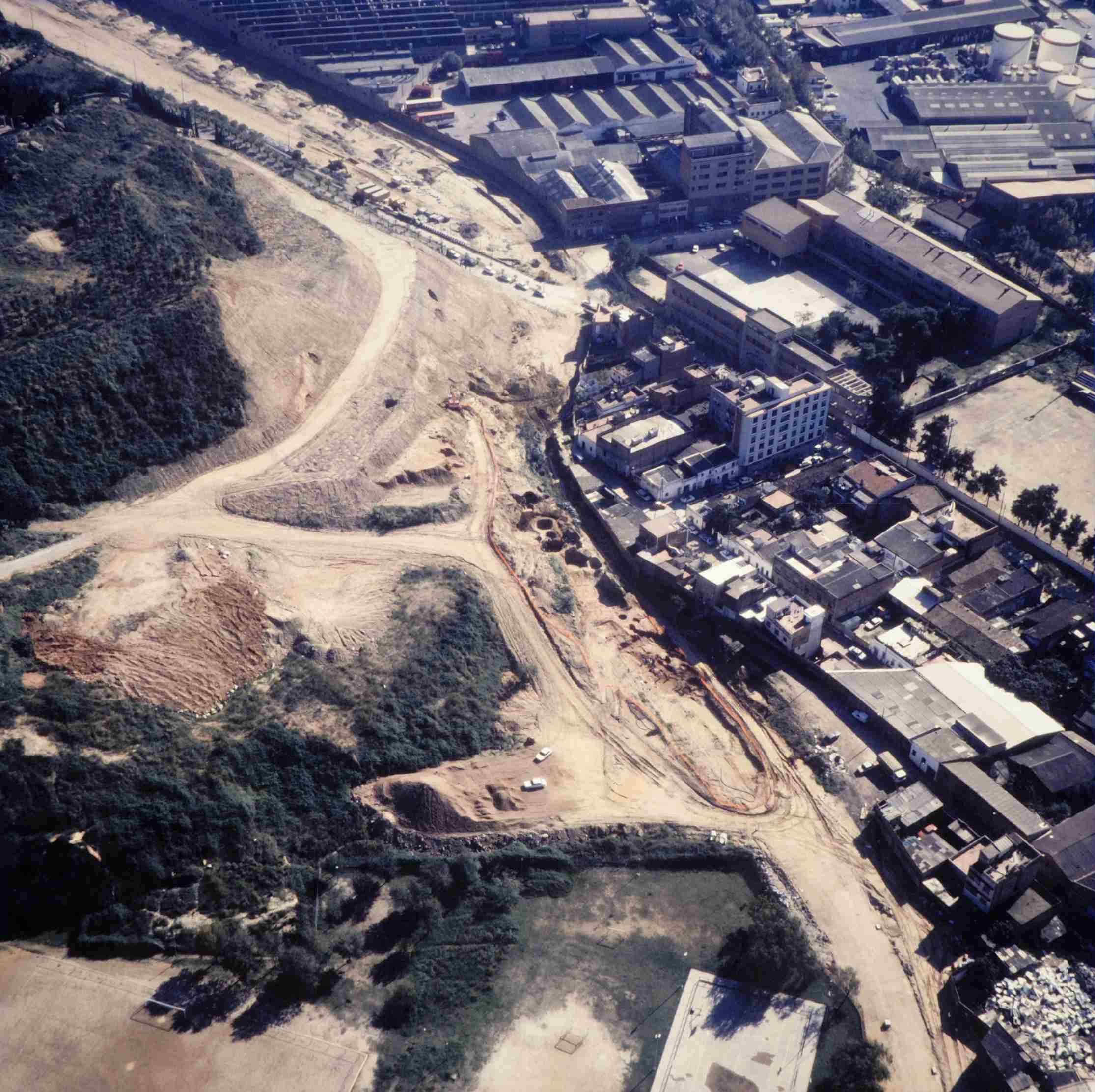
Vista general de la zona de sitges de la via de Magòria (Montjuïc, Barcelona), 1990
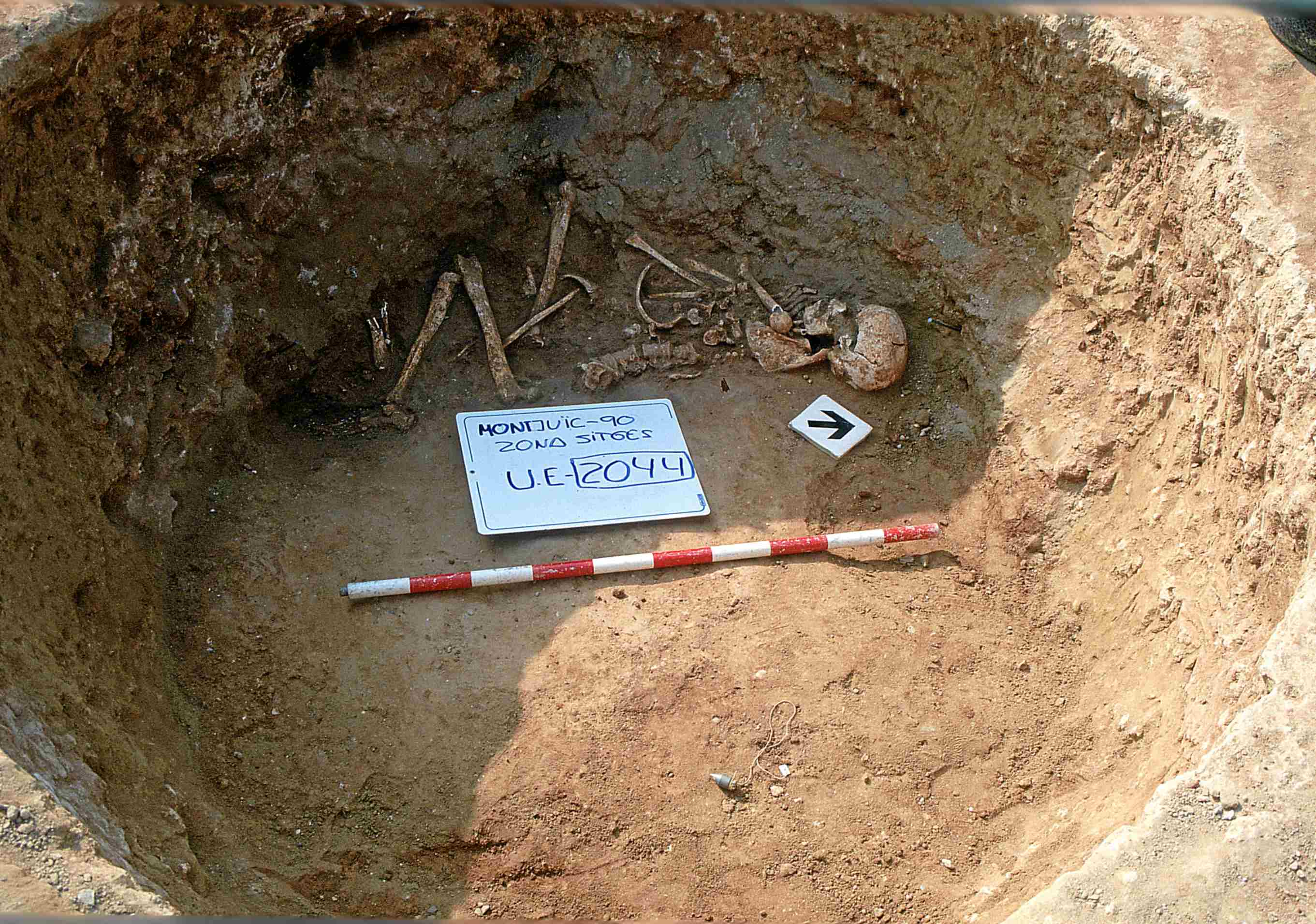
Sitja 9 amb enterrament del jaciment ibèric de la via de Magòria (Montjuïc, Barcelona), 1990
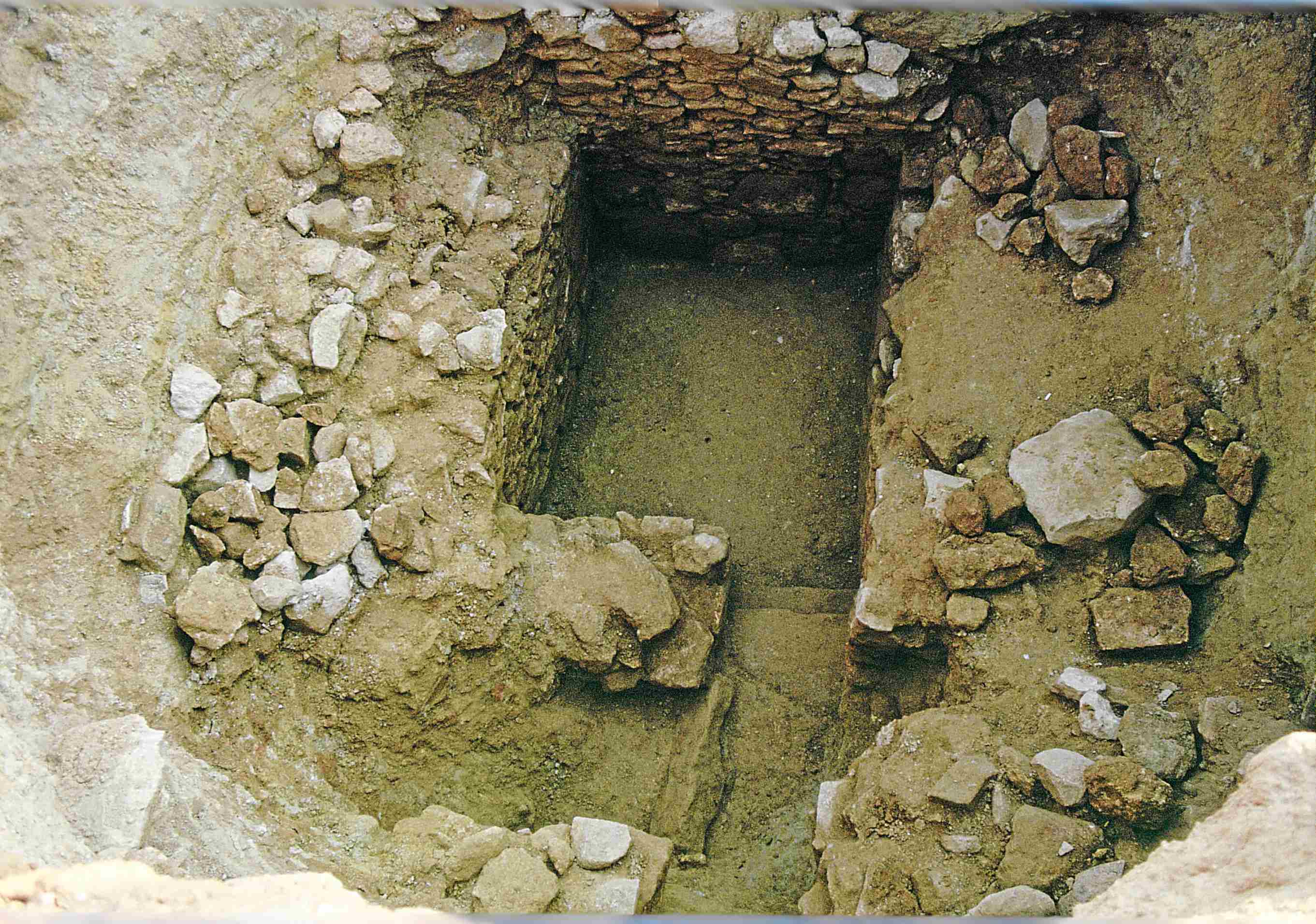
Sitja 3 amb el pou-cisterna del jaciment ibèric de la via de Magòria (Montjuïc, Barcelona), 1990
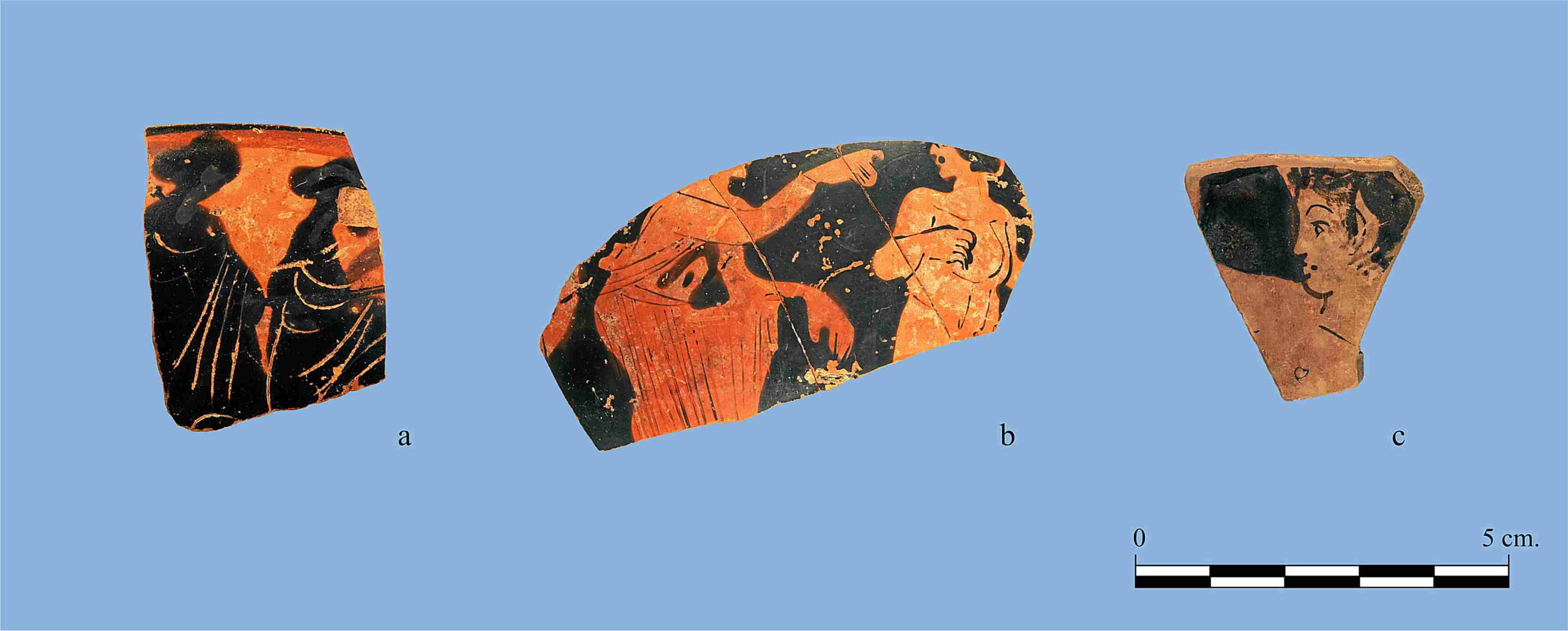
Fragments ceràmics àtics de vernís negre i de figures roges procedents de les sitges ibèriques de la via de Magòria (Montjuïc, Barcelona), 1990

La mida d'aquestes indica que eren destinades al comerç per via marítima pel Mediterrani, quan es considera l'evident potencial d'emmagatzematge de cereals. Amb relació a la cronologia d'aquests contenidors, encara no s'ha pogut datar quan es van construir, però sí que es poden precisar diferents fases d'abandonament. Tres d'aquestes estructures van ser reblertes al segle iv aC, mentre que altres cinc van ser reomplertes a final del segle iii aC. El reaprofitament de sitges com a llocs d'enterrament, no és un fet inusual, i es van localitzar dos cranis dins del rebliment de sengles sitges.
L'any 1987, en una excavació d'urgència, es documentà l'existència d'un poblat ibèric, on actualment hi ha el Castell de Port, a la banda oest del Fossar de la Pedrera, en concret a la part més alta de la zona prospectada —turó del Castell i la terrassa que l'envolta— àrea que és menys afectada per l'erosió. Les úniques estructures arqueològiques constatades en aquesta intervenció és un mur fet en pedra seca i aprofitat en època molt recent. Per les característiques constructives es podria relacionar amb el poblat ibèric de Montjuïc. S'ha pogut recollir en superfície molt material ceràmic entorn del Castell de Port, datat del període ibèric ple i tardà.
L'any 1931 a la part alta del Cementiri del Sud-oest, a tocar al penya-segat del Fossar de la Pedrera, segons la informació aportada per Serra i Ràfols es van excavar dues sitges d'època ibèrica de planta globular, de 2,5 m de diàmetre i alçada màxima. En una d'aquestes es van excavar quatre esquelets humans, col·locats en posició horitzontal, ben dipositats en paral·lel, i l'un al costat de l'altre.
Tot i la mancança d'estructures constructives o proves físiques d'un hipotètic nucli residencial (a excepció d'un possible tram de muralla descobert al Castell de Port el 1987), diferents factors confirmarien l'existència d'un nucli habitat de primer o segon ordre al cim de la muntanya de Montjuïc entre els segles iv i iii aC, ciutat que vertebraria econòmica i políticament el territori circumdant:
- El gran volum i riquesa dels conjunts de ceràmiques importades provinents de les sitges de Via Magoria
- La grossa capacitat d'emmagatzematge de les sitges de la Via Magoria i que és la prova d'emmagatzematge d'excedents de cereals amb un clar objectiu comercial.
- L'excel·lent ubicació geogràfica de l'indret amb una més que evident connexió vers el Mediterrani, així com comunicacions fluvials vers l'interior del país gràcies al riu Llobregat
- L'orografia del turó permet el desenvolupament d'un nucli hàbitat de grans dimensions en la seva plataforma superior.

La muntanya de Montjuïc continuarà habitada durant l'ibèric final (segles iii i ii aC). En època iberoromana l'estructuració del territori continua sense grans canvis, a excepció de certs canvis estructurals al nord del riu Besòs, relacionats amb la fundació de Baetulo, com seria l'eix viari triangular que comunica la nova colònia amb els eixos transversals interiors, tot i mantenir-hi els antics eixos principals de comunicació del període ibèric, així com els elements estructuradors dominats. Aquesta continuïtat estructural indica que no es va trencar amb el model d'ocupació anterior, fet que constata la transitorietat d'aquesta fase, i la rellevància de l'element indígena al Pla de Barcelona, malgrat el procés colonitzador romà.
D'aquest moment es documenten diferents troballes d'aquest període, com a l'entorn de l'Estadi Olímpic Lluís Companys, durant la construcció de l'Estadi Municipal l'any 1929. S'hi van documentar una quinzena desitges d'uns sis metres, algunes reutilitzades com a sepultures. Segons Josep de la Vega, el jaciment arqueològic correspon a un camp de sitges d'època ibèrica que es podria situar entre els segles iii-ii aC.